# Caliber System
Caliber System Inc., trước năm 1996 còn được biết đến với cái tên Roadway Services Inc., là một công ty cổ phần vận tải có trụ sở tại Akron, Ohio. Trong lịch sử trảo dài hơn 20 năm, Calibre sở hữu một số công ty hậu cần bao gồm Roadway Express, Viking Freight, và Roadway Package System (RPS) cùng những công ty khác. Roadway Express được tách ra vào năm 1995 và Calibre được FedEx mua lại vào năm 1998, còn các công ty con khác thì trở thành FedEx Ground, FedEx Freight, FedEx Custom Critical và FedEx Global Logistics.